# Arlington (Geòrgia)
Arlington és una població dels Estats Units a l'estat de Geòrgia. Segons el cens del 2000 tenia 1.602 habitants.

## Demografia
Segons el cens del 2000, Arlington tenia 1.602 habitants, 573 habitatges, i 394 famílies. La densitat de població era de 154,6 habitants per km².
Dels 573 habitatges en un 33,9% hi vivien nens de menys de 18 anys, en un 37% hi vivien parelles casades, en un 28,6% dones solteres, i en un 31,2% no eren unitats familiars. En el 28,1% dels habitatges hi vivien persones soles el 12,4% de les quals corresponia a persones de 65 anys o més que vivien soles. El nombre mitjà de persones vivint en cada habitatge era de 2,8 i el nombre mitjà de persones que vivien en cada família era de 3,47.
Per edats la població es repartia de la següent manera: un 32,8% tenia menys de 18 anys, un 9,6% entre 18 i 24, un 27,7% entre 25 i 44, un 17% de 45 a 60 i un 12,9% 65 anys o més.
L'edat mediana era de 31 anys. Per cada 100 dones de 18 o més anys hi havia 79,6 homes.
La renda mediana per habitatge era de 22.311 $ i la renda mediana per família de 25.188 $. Els homes tenien una renda mediana de 22.096 $ mentre que les dones 15.231 $. La renda per capita de la població era d'11.985 $. Entorn del 30,1% de les famílies i el 34,4% de la població estaven per davall del llindar de pobresa.

## Poblacions més properes
El següent diagrama mostra les poblacions més properes.